# 妄想科学シリーズ ワンダバスタイル
『妄想科学シリーズ ワンダバスタイル』（もうそうかがくシリーズ ワンダバスタイル）は、ワンダーファーム制作のメディアミックス作品。テレビアニメ、ドラマCD、コミック、ゲームなど各種媒体で展開された。

## 概要
いわゆる「美少女物」を一風変わったアプローチで制作する事を目的（原作の六月十三曰く『美少女でダチョウ倶楽部』）として企画された作品で、美少女+ギャグ+極限まで高めた妄想（＝科学）を描く。
ヒロインたちが毎回地球にやさしい方法を使って宇宙に向けて発進するのがコンセプトの一つで、タイトルの「ワンダバ」はそこに由来する。
「地球にやさしい」と称する非現実的な月旅行の方法は、「東京大学アニメーション研究会」の協力により考え出されたもので、全て理論的には可能。しかし作中では最後の決め手に欠き失敗する事になり、美少女たちが毎回ひどい目に遭う。
アニメ放送に先駆けて担当声優による声優ユニット『みっくすJUICE』が結成され、各種プロモーション活動を行った。

## あらすじ
九十九科学は13歳にして、あらゆる知識を蓄えた天才科学者。彼はあらゆる物理法則・科学理論・誇大妄想を駆使し、化石燃料を使わない「地球に優しい月世界旅行」を実現するため、助手兼美少女型技術試験衛星ロボット「キク8号」と実験（ワンダバ）を行っていた。そして、売れないアイドルグループ「みっくすJUICE」が人類史上初の「月でコンサート」を行い一躍スターになるため、九十九博士の実験台となる。

## キャラクター
九十九科学（つくも すすむ）
声 - 宮田幸季
13歳にして様々な科学技術を会得し、99もの特許を取得、多くの特許料を得ている天才少年科学者で大富豪。長年の夢である「地球に優しい月世界旅行」の実現のため私設研究所「ワンダバスタイル」を創設。人類はまだ月に行っていないと信じている。計算に尺貫法を使う。電卓は使用せず、計算尺を愛用。
キク8号（きくはちごう）
声 - 清水愛
九十九科学によって製作された、九十九科学の助手兼美少女型技術試験衛星ロボット。計算に尺貫法を使う。基本姿勢で待機するようにプログラムされている。
イチリン
声 - 成田剣
九十九科学によって製作された（と思われる）原動機付き一輪車。九十九の助手として、また日常の足として働いている。無邪気なキク8号とは違って、こちらは心配性な執事といった性格。九十九を「九十九様」と呼び、慕う。
みっくすJUICE
春野桜（はるの さくら）
声 - 森永理科
元童謡歌手。「みっくすJUICE」のムードメーカー。メンバーの中では身長が一番低く、見た目も性格も子供っぽい。
夏輪向日葵（なつわ ひまわり）
声 - 中原麻衣
元演歌歌手。「みっくすJUICE」のリーダー。メンバーの中でも一番の歌唱力を持つ。
秋茂菖蒲（あきも あやめ）
声 - 斎藤千和
元フォーク歌手。「みっくすJUICE」では作詞を担当している。彼女にしか見えない「妖精さん」が存在する。かなりおっとりとした性格の眼鏡っ娘。
冬出百合（ふゆで ゆり）
声 - 植田佳奈
元ロック歌手。「みっくすJUICE」ではダンス・振付担当。絶対音感の持ち主。ボーイッシュでクールな性格。

マイケル花形（マイケル はながた）
声 - 千葉進歩
売れないアイドルグループ「みっくすJUICE」のマネージャー。元は歌手を目指していたが極度の上がり症のため断念した経歴を持つ。

## テレビアニメ
2003年4月から同年6月にUHFアニメとしてUHF系各局およびキッズステーションにて放送。

### スタッフ
- 原作・シリーズ構成 - 六月十三
- 監督 - 高本宣弘
- キャラクター原案 - ごとP
- キャラクターデザイン・総作画監督 - 原将治
- メカニックデザイン - 中北晃二
- のりものデザイン - 宮尾岳
- 妄想科学考証 - 東京大学アニメーション研究会、東京大学新月お茶の会、理論科学グループ妄想科学分科会
- 美術監督 - 森元茂
- 色彩設計 - 植木義則
- 撮影監督 - 天花寺伸宏
- 編集 - 田熊純
- 音響監督 - 高橋秀雄
- 音楽 - TRY FORCE
- プロデューサー - 堀内麻紀、畑中利雄、武智恒雄、岡島信幸、吉川勝博
- アニメーション制作 - ティー・エヌ・ケー
- 製作 - ワンダバスタイル製作委員会（メディアファクトリー、IMAGICAエンタテインメント、クロックワークス、ディースリー・パブリッシャー、ティー・エヌ・ケー）

### 主題歌
オープニングテーマ「The IJIN-DEN 天才の法則」
作詞 - 六月十三 / 作曲 - かまやつひろし / 編曲 - 河野陽吾 / 歌 - みっくすJUICE
エンディングテーマ「MOON de GO! GO!」
作詞 - 六月十三 / 作曲 - かまやつひろし / 編曲 - 河野陽吾 / 歌 - みっくすJUICE

### 各話リスト
| 話 | サブタイトル                 | 脚本     | 絵コンテ   | 演出     | 作画監督   |
| -- | ---------------------------- | -------- | ---------- | -------- | ---------- |
| 1  | プロジェクト始動             | 滝晃一   | 高本宣弘   | 高本宣弘 | 原将治     |
| 2  | H2CO3にカンパイ!             | 滝晃一   | 高本宣弘   | 久保太郎 | 藤井まき   |
| 3  | 成層圏で歌おう!              | 佐藤勝一 | 江上潔     | 南康宏   | 中井準     |
| 4  | 時速千六百キロメートルの恐怖 | 滝晃一   | しまづ聡行 | 新田義方 | 柳伸亮     |
| 5  | 磁力の力だ! リニアガンだ!    | 佐藤勝一 | 山本恵     | 花井信也 | 田中将賀   |
| 6  | スランプからのワープ!?       | 滝晃一   | 葛谷直行   | 葛谷直行 | 堀川直哉   |
| 7  | いっつ・しょー・たいむ       | 滝晃一   | 玉井公子   | 清水一伸 | 大島美和   |
| 8  | FLY ME TO THE MOON           | 佐藤勝一 | 江上潔     | 南康宏   | 中井準     |
| 9  | LIVE or LIFE?!               | 滝晃一   | しまづ聡行 | 新田義方 | 柳伸亮     |
| 10 | 生還                         | 滝晃一   | 誌村宏明   | 原口浩   | 谷口淳一郎 |
| 11 | 遠い星から来たサチコ         | 佐藤勝一 | しまづ聡行 | 久保太郎 | 川口理恵   |
| 12 | 妄想は科学を超えて           | 滝晃一   | 高本宣弘   | 高本宣弘 | 菊池愛     |

### 放送局
| 放送地域 | 放送局             | 放送期間                | 放送日時           | 放送系列  | 備考             |
| -------- | ------------------ | ----------------------- | ------------------ | --------- | ---------------- |
| 埼玉県   | テレ玉             | 2003年4月5日 -          | 土曜 24:40 - 25:10 | 独立UHF局 |                  |
| 千葉県   | チバテレビ         | 2003年4月6日 -          | 日曜 24:00 - 24:30 | 独立UHF局 |                  |
| 兵庫県   | サンテレビ         | 2003年4月7日 -          | 月曜 24:00 - 24:30 | 独立UHF局 |                  |
| 神奈川県 | tvk                | 2003年4月7日 - 6月23日  | 月曜 24:05 - 24:35 | 独立UHF局 |                  |
| 三重県   | 三重テレビ         | 2003年4月7日 -          | 月曜 24:30 - 25:00 | 独立UHF局 |                  |
| 日本全域 | キッズステーション | 2003年4月14日 - 6月30日 | 月曜 24:00 - 24:30 | CS放送    | リピート放送あり |

## ゲーム
- 『妄想科学シリーズ ワンダバスタイル 〜突撃!みっくす生JUICE〜』
  - PlayStation 2用音楽ゲーム。ディースリー・パブリッシャーよりSIMPLE2000アルティメットとして2003年8月28日発売。初回版のDXミックスパック（7140円）は、テレビシリーズのプレストーリーであるOVA（第0話）「みっくすJUICEの作り方」とセット。

## CD
乙女に捧ぐ…（2002年11月22日、LACM-4079）
みっくすJUICEデビューシングル。
みっくすJUICE ヴォーカルバラエティアルバム 宇宙百華（2003年3月26日、LACA-5164）
キャラクターソング集。
The IJIN-DEN 天才の法則（2003年4月23日、LACM-4092）
みっくすJUICE2ndシングル、アニメオープニング・エンディングテーマ収録。
妄想科学シリーズ ワンダバスタイル オリジナルサウンドトラック「This is Wandaba Style」（LACA-5170）

ワンダバスタイル ドラマ イッツ・ショウタイム（LACA-5178）
キク8号のキャラクターソング「ロボット・ガール」収録。
カンパイ！旅立ちの日（2004年1月21日、LACA-5249）
これまで販売されたCDに収録されている全ボーカル曲に新曲1曲を加えたベストアルバム。
ワンダバスタイル 突撃！みっくす生JUICE ボーカルアルバム（2004年1月23日、FCCT-0009）
PS2ゲーム版ボーカルアルバム

## 資料集
- 『ワンダバスタイル-Indies-』
  - 設定・イラスト集。声優インタビューなども載っているが同人誌扱い。

## ラジオ
- まるみえ☆みっくすJUICE
  - アニメイトTVで動画配信されていたインターネットテレビ番組。
  - 配信期間：2002年10月 - 2003年3月
  - 出演者：みっくすJUICE（中原麻衣、植田佳奈、斎藤千和、森永理科）

## 小説
- ワンダバスタイル1 2003年5月発売 ISBN 978-4840107891
- ワンダバスタイル2 2003年6月発売 ISBN 978-4840108096
  - MF文庫J<メディアファクトリー>刊行
  - 著：滝晃一、カバーイラスト：ごとP、本文イラスト：斎藤人臣

## 漫画
- ワンダバスタイル1 2003年6月発売 ISBN 978-4344802537
- ワンダバスタイル2 2004年2月発売 ISBN 978-4344803626
  - コミックバーズ<幻冬舎コミックス>連載
  - 作画：ゴハ